# Samsung Galaxy Tab S4
Das Samsung Galaxy Tab S4 ist ein Tabletcomputer des südkoreanischen Elektronikkonzerns Samsung. Vorgänger des Galaxy Tab S4 ist die Galaxy-Tab-S3-Serie. Das Tablet wurde am 1. August 2018 veröffentlicht und online vorgestellt, Vorbestellungen für WLAN- und Mobilfunk-Modelle begannen am selben Tag.

## Technische Daten

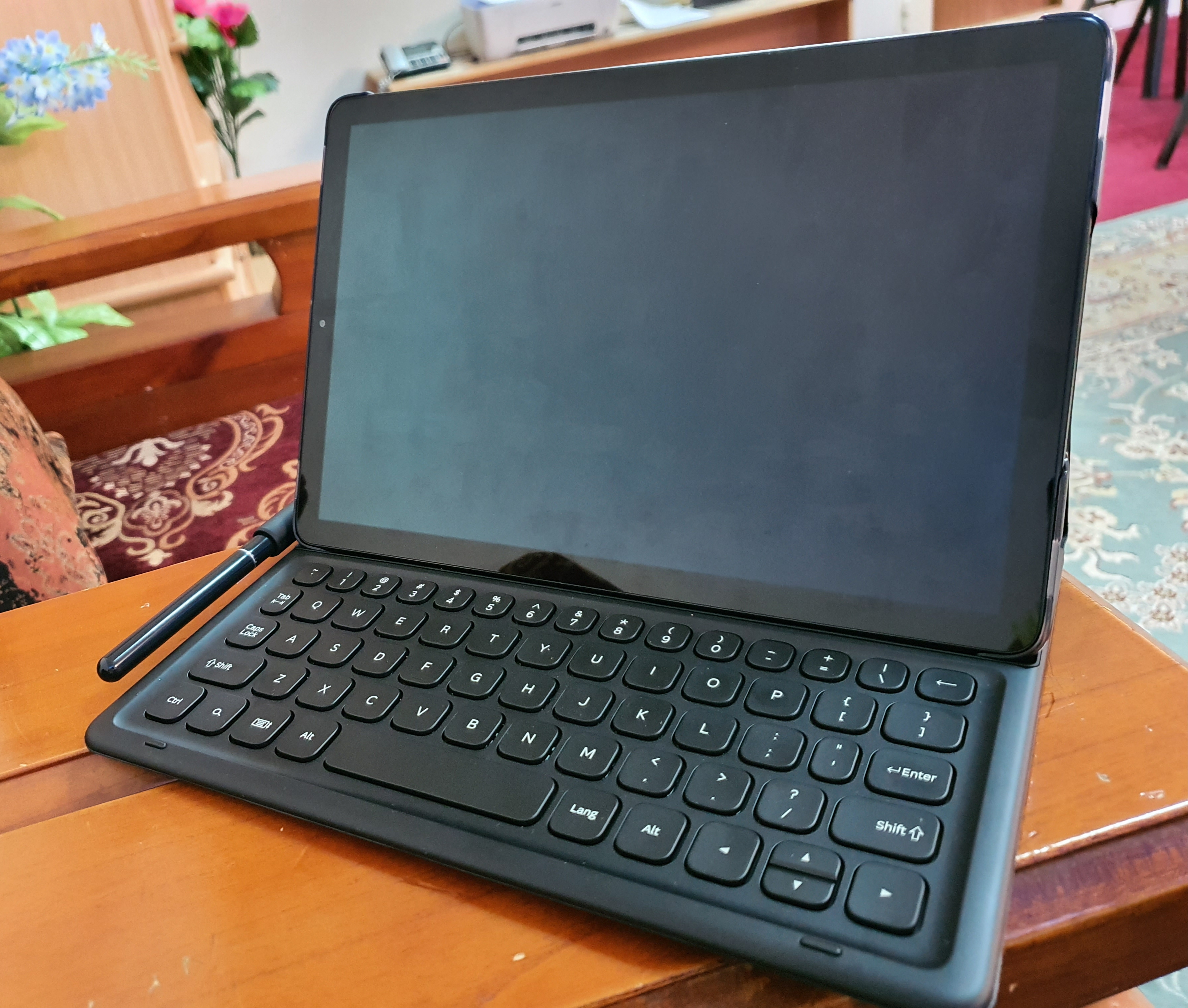
Samsung Galaxy Tab S4 mit Tastatur- und Stift-Accessoire

### Software

#### Betriebssystem
Das Samsung Galaxy Tab S4 wird standardmäßig mit Android 8.1 Oreo ausgeliefert.

### Hardware

#### Prozessor
Das Samsung Galaxy Tab S4 enthält als System-on-a-Chip (SoC) einen Qualcomm Snapdragon 835.

#### Speicher
Das Samsung Galaxy Tab S4 ist in zwei Varianten mit 64 oder 256 Gigabyte internem Flash-Speicher verfügbar und enthält 4 Gigabyte RAM des Typs LPDDR4X.

#### Akku
Das Samsung Galaxy Tab 4 hat einen Akku mit einer Kapazität von 7300 mAh.

## Rezeption
Die deutschsprachige Website Chip Online urteilte, dass das Samsung Galaxy Tab S4 seinen hohen Preis wert sei und lobte insbesondere die Performance, das Display, die Ausstattung und die vergleichsweise lange Akkulaufzeit. Kritisiert wurde die Tatsache, dass das Tablet keinen Fingerabdrucksensor verbaut hat und der Irisscanner nicht immer funktioniere.